# Chandanalli, Homnabad
Chandanalli là một làng thuộc tehsil Homnabad, huyện Bidar, bang Karnataka, Ấn Độ.